# Под Горицом
Стадион «Под Горицом» (черног. Стадион «Под Горицом» / Stadion «Pod Goricom») — многофункциональный стадион в столице Черногории Подгорице. Главный и крупнейший по вместимости стадион Черногории. Вмещает в себя 15230 зрителей. На этом стадионе проводят свои домашние матчи национальная сборная Черногории и клуб «Будучност». Также на этом стадионе проводятся финалы Кубка Черногории.
- СФРЮ — Люксембург 0:0 (КЧЕ, 27 октября 1971) — пос.: 15.000
- СФРЮ — Уэльс 4:4 (КЧЕ, 15 декабря 1982) — пос.: 17.000
- «Будучност» — «Депортиво» 2:1 (Кубок Интертото, 9 июля 2005) — пос.: 10.000
- Черногория — Венгрия 2:1 (первый матч сборной, 24 марта 2007) — пос.: 13.000
- Черногория — Украина 0:4 (КЧМ, 7 июня 2013) — пос.: 17.000
- Черногория — Россия 0:3 (тех. п.) (КЧЕ-2016, 27 марта 2015)

## Сегодня
Стадион в настоящее время используется в основном для футбольных матчей и как домашняя арена клуба «Будучност». Он также служит местом для игр и других черногорских команд, которые играют в еврокубках, поскольку он является единственным черногорским стадионом, который соответствует стандартам УЕФА.
Он является домашним стадионом Сборной Черногории по футболу, и её дебютный матч против Венгрии был сыгран здесь.

Стадион первоначально вмещал около 7000 зрителей, позже увеличили до 17 000, достроив трибуны к северу и к югу. В восточной части стадиона планируется построить в ближайшее время ещё одну, благодаря которой он будет вмещать 20 000. 

«Под Горицом» снаружи.

Футбольное поле размеров 105 х 70 метров, замена газона была произведена в 2006 году.
Северная трибуна предоставлена болельщикам «Будучности», известным как «Варвари» (черног. Varvari). Она составляет около четверти от общей вместимости стадиона. Остальные трибуны свободны для посещения. «Варвари» часто составляют значительную часть присутствующих на играх «Будучности». Они являются крупнейшими ультрас в Черногории.